# Inari (jezero)
Inari (fin. Inarijärvi / Inarinjärvi, šve. Enare Trask, nor. Enaresjøen) je jezero u Finskoj. Inari je treće jezero po veličini u Finskoj i prvo po veličini u Laponiji.
Nalazi se na sjeveru Laponije u Arktičkom krugu. Površina jezera prošarana je s 3000 šumovitih otoka.
Istočno i sjevernood jezera pruža se divljina koju prekrivaju borove i brezove močvare u kojima žive losovi, risovi i gorske kune. Jezero su izdubili ledenjaci prije oko 10 000 godina, a dugo je oko 80 kilometara. Čini se dubljim jer mu jer mu strme obale padaju ravno prema dnu.

## Jezero u kulturi
Lokalne pjesme ga opisuju kao "dubokog koliko je i široko" što je netočno.
Budući da topla Sjevernoatlantska struja (produžetak Golfske struje) u ovome podneblju čini arktičku klimu umjerenom, ljeto na jezeru sliči ljetima na mjestima 1000 km južnije. Jezero je iznimno bogato ribom, a to privlači arktičke čigre, patke, ronce, rodarice i čiope. Drevni Laponci ostavljali su svoje darove bogovima na otoku Ukonkivi, a svoje mrtve na otoku Hautuumaasaariju.

## Vanjske poveznice
|  | Zajednički poslužitelj ima još gradiva o temi Inari (jezero) |

- Inarijärvi dokumenttisarjan helmenä (Yle, Lappi)[neaktivna poveznica]
- Inarijärvi.